# Moskowskije nowosti
Moskowskije Nowosti (ros. Московские новости, ang. Moskovskiye Novosti) – rosyjski dziennik, wychodzący od 1980 do 1 stycznia 2008; wznowiony w lutym 2011.
Od 1980 do 2008 Moskowskije Nowosti ukazywały się jako tygodnik (ostatni numer ukazał się 1 stycznia 2008, po wznowieniu w 2001 wychodzą już jako dziennik) i były skierowane do dobrze wykształconej, elitarnej grupy wyborców. W latach 2005–2008 właścicielem czasopisma był Arkadij Gajdamak. W czasach radzieckich większość artykułów była tłumaczona na język angielski, a następnie publikowana w anglojęzycznym „The Moscow News”.
W czasach pierestrojki czasopismo cieszyło się dużą popularnością i pragnęło być postrzegane jako „most pomiędzy ZSRR a światem zachodnim”.
Nowe Moskowskije Nowosti ukazują się od lutego 2011 jako dziennik, przy czym pierwsze artykuły były publikowane na Facebooku już od listopada 2010. Gazeta wychodzi dzięki współpracy pomiędzy Domem Wydawniczym Wriemia (do 17 grudnia 2010 wydawcy Wriemia Nowostiej), który zajmuje się sferą dziennikarską oraz agencją RIA Nowosti (właściciel marki Moskowskije Nowosti), która dostarcza technologię i infrastrukturę, bez ingerencji w zawartość pisma.